# Carl Magnus Möllersvärd
Carl Magnus Möllersvärd, född 25 februari 1775 i Stockholm, död 28 december 1846 i Borgå, var en svensk och rysk militär och dagboksförfattare.
Carl Magnus Möllersvärd var son till majoren och landshövdingen Carl Adolf Möllerswärd och Maria Charlotta L'Estrade. Han uppfostrades hos morföräldrarna i Stockholm, morfadern var sidenhandlare Johan Gabriel L'Estrade, och inskrevs tidigt vid Flemingska regementet och deltog som trettonårig kornett vid Nylands dragonregemente i Gustav III:s ryska krig. 1795 blev han ridpage åt Gustav IV Adolf och följde honom på många resor. Han blev löjtnant 1801, ryttmästare vid Nylandsbrigadens lätta dragoner 1805 och erhöll majors avsked 1810. 1812 blev han kapten vid Tredje finska jägarregementet, 1814 major där och 1821 överstelöjtnant och chef för Viborgs jägarbataljon. Han erhöll avsked 1827 och var därefter fram till sin död bosatt i Borgå, där han syster Ulla Möllersvärd som en tid varit hovfröken i Sankt Petersburg. 1815–1833 ägde han Mäntsälä gård i Mäntsälä socken. Under hela fälttåget i Finland 1808–1809 gjorde Möllersvärd dagboksanteckningar, i vilka han osentimental skildrar reträtten. Med ironi och kärv humor framför han kritik av fältförhållandena och krigsledningen. I dagboksanteckningar från 1842–1846 har han gett en roande bild av småstadssocieteten i Borgå. Hans dagboksanteckningar från finska kriget utgavs av Svenska litteratursällskapet i Finland 1916. 